# 楊鳳苞
楊鳳苞（1754年—1816年），字傅九，號秋室，浙江湖州府歸安縣南潯人，清朝詩人。
乾隆十九年出生，為諸生。早年寫有《西湖秋柳詞》，甚得稱讚，人稱“楊秋柳”。與邢典、施國祁合稱“南潯三先生”。晚年館於郡城，教授陳鑾、陳經兄弟。終身不娶。卒於嘉慶二十一年。著有《秋室集》十卷及《南疆逸史跋》十二篇。